# 頌栄幼稚園頌栄保姆伝習所
頌栄幼稚園頌栄保姆伝習所(しょうえいようちえんしょうえいほぼでんしゅうしょ)は、1889年、アニー・ライオン・ハウによって創設された、日本最古のキリスト教系の保育者養成機関のひとつである。

## 概略
ハウは、幼稚園の創設に先立って保育者養成が必要として、当該機関を開設した。当時、修業年限2年、週の授業時間数は38時間であった。宗教教育を基礎として、フレーベルの教育哲学、教育思想を中心に学習した。
その教育課程には、修身、教育学、心理学、理科、保育法、唱歌、音楽、作文の教科があった。頌栄保姆伝習所は、後に開設されていく保母伝習所のモデルとなっている。
1893年、それまでの普通科にさらに2年課程の高等科を設置した。これは日本では最初の4年制幼稚園教諭養成機関であった。この伝習所と合わせて、同じ1889年に開設された幼稚園は、現在の頌栄幼稚園として存続している。